# Дейн (округ)
Округ Дейн (англ. Dane County) располагается в штате Висконсин, США. Официально образован в 1836 году. По состоянию на 2012 год, численность населения составляла 503 523 человека.

## География
По данным Бюро переписи США, общая площадь округа равняется 3206,423 км2, из которых 3100,233 км2 суша и 41,000 км2 или 3,300 % это водоёмы.

## Население
По данным переписи населения 2000 года в округе проживает 426 526 жителей в составе 173 484 домашних хозяйств и 100 794 семей. Плотность населения составляет 137,00 человек на км2. На территории округа насчитывается 180 398 жилых строений, при плотности застройки около 58,00-ми строений на км2. Расовый состав населения: белые — 88,96 %, афроамериканцы — 4,00 %, коренные американцы (индейцы) — 0,33 %, азиаты — 3,45 %, гавайцы — 0,03 %, представители других рас — 1,43 %, представители двух или более рас — 1,79 %. Испаноязычные составляли 3,37 % населения независимо от расы.
В составе 29,00 % из общего числа домашних хозяйств проживают дети в возрасте до 18 лет, 47,10 % домашних хозяйств представляют собой супружеские пары проживающие вместе, 7,90 % домашних хозяйств представляют собой одиноких женщин без супруга, 41,90 % домашних хозяйств не имеют отношения к семьям, 29,40 % домашних хозяйств состоят из одного человека, 7,00 % домашних хозяйств состоят из престарелых (65 лет и старше), проживающих в одиночестве. Средний размер домашнего хозяйства составляет 2,37 человека, и средний размер семьи 2,97 человека.
Возрастной состав округа: 22,60 % моложе 18 лет, 14,30 % от 18 до 24, 32,50 % от 25 до 44, 21,30 % от 45 до 64 и 21,30 % от 65 и старше. Средний возраст жителя округа 33 лет. На каждые 100 женщин приходится 97,90 мужчин. На каждые 100 женщин старше 18 лет приходится 96,00 мужчин.